# Synagoga Hersza Izbickiego w Łodzi
Synagoga Hersza Izbickiego w Łodzi – prywatny dom modlitwy znajdujący się w Łodzi, przy ulicy Aleksandrowskiej 8, obecnie Bolesława Limanowskiego.
Synagoga została zbudowana w sierpniu 1900 roku, z inicjatywy Hersza Szlamy Izbickiego. Mogła ona pomieścić 30 osób. Podczas II wojny światowej Niemcy zdewastowali synagogę.